# Elecciones provinciales de Entre Ríos de 1991
Las elecciones generales de la provincia de Entre Ríos de 1991 tuvieron lugar el domingo 8 de septiembre del mencionado año con el objetivo de elegir, en fórmula única, al Gobernador y al Vicegobernador; así como renovar los 28 escaños de la Cámara de Diputados; y los 16 senadores departamentales, componiendo los poderes ejecutivo y legislativo para el período 1991-1995. Fueron las terceras elecciones provinciales entrerrianas desde la recuperación de la democracia, así como las decimonovenas desde la instauración del sufragio secreto. Se realizaron al mismo tiempo que las elecciones legislativas de medio término a nivel nacional.
El gobernador saliente, Jorge Pedro Busti, no podía presentarse a la reelección al estar esta prohibida por la constitución provincial. El intendente de Paraná, Mario Armando Moine, candidato del oficialista Partido Justicialista (PJ) y apoyado por una alianza de partidos conocida como Frente Justicialista Entrerriano, obtuvo la victoria con el 49.99% de los votos válidamente emitidos contra el 44.37% que logró el exgobernador Sergio Montiel, de la opositora Unión Cívica Radical (UCR). En tercer lugar se ubicó la Unión Provincial (UP), una coalición conservadora compuesta por la Unión del Centro Democrático (UCeDé), el Movimiento de Integración y Desarrollo (MID) y el Partido Demócrata de Entre Ríos (PDER). Dicha alianza intentó contrapesar el bipartidismo presentando la candidatura del médico cardiocirujano Domingo Liotta, célebre por crear el primer corazón artificial, aunque con un 3.49% de los votos no tuvo un mayor éxito en interrumpir la polarización imperante.
En el plano legislativo, el justicialismo retuvo la mayoría en ambas cámaras; obteniendo 15 diputados contra 12 del radicalismo y 1 del conservadurismo provincial, mientras que en el Senado el PJ obtuvo 9 bancas contra 6 de la UCR. La participación fue del 85.01% del electorado registrado. Los cargos electos asumieron el 10 de diciembre de 1991.

## Reglas electorales
Las elecciones se realizaron bajo la constitución provincial de 1933. Bajo la misma se debían renovar en el ámbito provincial los siguientes cargos:
- Gobernador y Vicegobernador, elegidos directamente en formula única por todo el electorado de la provincia a simple pluralidad de sufragios.
- 28 diputados provinciales, elegidos bajo el sistema de representación proporcional por listas con una bonificación de mayoría, que establece 15 escaños asegurados para la lista más votada.
- 16 senadores provinciales, elegidos por mayoría simple bajo el sistema uninominal, contando un senador por cada uno de los dieciséis departamentos que componen la provincia.

## Resultados

### Gobernador y Vicegobernador
|  | 49,99 % |

|  | 44,37 % |

|  | 3,49 % |

|  | 1,12 % |

|  | 0,52 % |

|  | 0,50 % |

|  | 95,96 % |

|  | 3,71 % |

|  | 0,33 % |

|  | 100 % |

|  | 85,01 % |

### Cámara de Diputados
|  | 48,83 % |

|  | 44,01 % |

|  | 4,37 % |

|  | 1,57 % |

|  | 0,61 % |

|  | 0,61 % |

|  | 93,17 % |

|  | 6,50 % |

|  | 0,33 % |

|  | 100 % |

|  | 85,01 % |

### Cámara de Senadores

#### Resultado general
|  | 49,28 % |

|  | 44,36 % |

|  | 4,25 % |

|  | 1,21 % |

|  | 0,50 % |

|  | 0,39 % |

|  | 92,91 % |

|  | 6,77 % |

|  | 0,33 % |

|  | 100 % |

|  | 85,01 % |

#### Resultados por departamentos
|  | 48,33 % |

|  | 47,49 % |

|  | 3,17 % |

|  | 1,01 % |

|  | 93,65 % |

|  | 6,17 % |

|  | 0,19 % |

|  | 100 % |

|  | 88,28 % |

|  | 53,27 % |

|  | 34,88 % |

|  | 10,21 % |

|  | 0,95 % |

|  | 0,70 % |

|  | 90,19 % |

|  | 9,35 % |

|  | 0,46 % |

|  | 100 % |

|  | 83,65 % |

|  | 49,59 % |

|  | 46,38 % |

|  | 2,78 % |

|  | 1,24 % |

|  | 94,86 % |

|  | 4,86 % |

|  | 0,28 % |

|  | 100 % |

|  | 86,51 % |

|  | 52,42 % |

|  | 43,42 % |

|  | 2,26 % |

|  | 1,90 % |

|  | 95,12 % |

|  | 4,72 % |

|  | 0,17 % |

|  | 100 % |

|  | 85,64 % |

|  | 53,73 % |

|  | 44,79 % |

|  | 1,47 % |

|  | 94,85 % |

|  | 4,96 % |

|  | 0,19 % |

|  | 100 % |

|  | 80,94 % |

|  | 52,08 % |

|  | 44,43 % |

|  | 3,49 % |

|  | 95,83 % |

|  | 4,11 % |

|  | 0,06 % |

|  | 100 % |

|  | 77,44 % |

|  | 54,80 % |

|  | 43,23 % |

|  | 1,04 % |

|  | 0,93 % |

|  | 87,09 % |

|  | 12,52 % |

|  | 0,39 % |

|  | 83,09 % |

|  | 100 % |

|  | 51,72 % |

|  | 41,57 % |

|  | 4,33 % |

|  | 1,18 % |

|  | 0,88 % |

|  | 0,31 % |

|  | 90,36 % |

|  | 9,46 % |

|  | 0,19 % |

|  | 100 % |

|  | 85,64 % |

|  | 51,05 % |

|  | 48,95 % |

|  | 93,91 % |

|  | 5,93 % |

|  | 0,16 % |

|  | 100 % |

|  | 75,74 % |

|  | 49,19 % |

|  | 44,61 % |

|  | 5,23 % |

|  | 0,90 % |

|  | 0,07 % |

|  | 94,61 % |

|  | 5,06 % |

|  | 0,33 % |

|  | 100 % |

|  | 82,57 % |

|  | 48,90 % |

|  | 45,79 % |

|  | 2,76 % |

|  | 2,56 % |

|  | 93,76 % |

|  | 6,09 % |

|  | 0,15 % |

|  | 0,15 % |

|  | 83,58 % |

|  | 48,65 % |

|  | 45,11 % |

|  | 2,42 % |

|  | 2,65 % |

|  | 0,70 % |

|  | 0,48 % |

|  | 95,15 % |

|  | 4,43 % |

|  | 0,41 % |

|  | 100 % |

|  | 87,42 % |

|  | 50,16 % |

|  | 45,61 % |

|  | 2,51 % |

|  | 1,20 % |

|  | 0,51 % |

|  | 92,93 % |

|  | 6,91 % |

|  | 0,16 % |

|  | 100 % |

|  | 83,45 % |

|  | 54,44 % |

|  | 40,64 % |

|  | 4,92 % |

|  | 89,92 % |

|  | 9,68 % |

|  | 0,40 % |

|  | 100 % |

|  | 86,08 % |

|  | 48,49 % |

|  | 44,04 % |

|  | 3,95 % |

|  | 3,53 % |

|  | 92,72 % |

|  | 7,08 % |

|  | 0,21 % |

|  | 100 % |

|  | 84,08 % |

|  | 48,00 % |

|  | 39,79 % |

|  | 11,68 % |

|  | 0,52 % |

|  | 93,66 % |

|  | 5,91 % |

|  | 0,43 % |

|  | 100 % |

|  | 79,40 % |